# Malecón (Havanna)

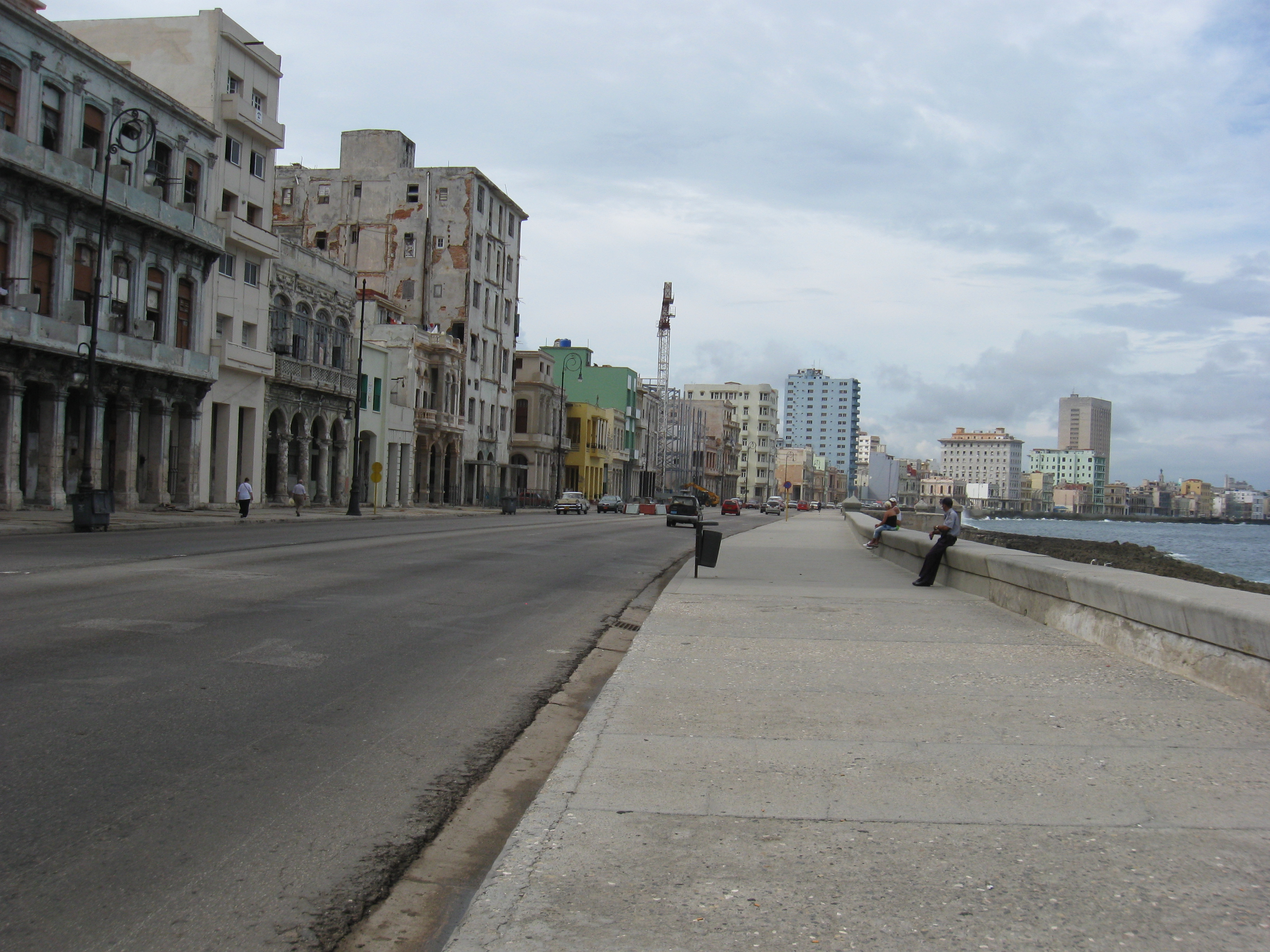
Der Malecón mit Blick in westliche Richtung

Der Malecón von Havanna, offiziell Avenida Malecón, historisch auch Avenida Maceo oder Avenida del Golfo, ist eine Uferstraße im Norden der kubanischen Hauptstadt Havanna an der Floridastraße. Sie reicht von der Mündung der Bucht von Havanna in der Altstadt Havannas bis zum westlichen Rand Vedados. Sie ist gut acht Kilometer lang und besteht aus einer vierspurigen Straße und einem breiten Fußweg, der von einer Ufermauer begrenzt wird. Bekannte Orte am Malecón sind das Hotel Nacional sowie die US-Botschaft.

## Etymologie
Malecón bedeutet im Spanischen wörtlich Wellenbrecher. Insbesondere in Kuba, der Dominikanischen Republik und  Ecuador versteht man darunter allerdings auch eine Uferstraße bzw. Flaniermeile am Meer.

## Geschichte

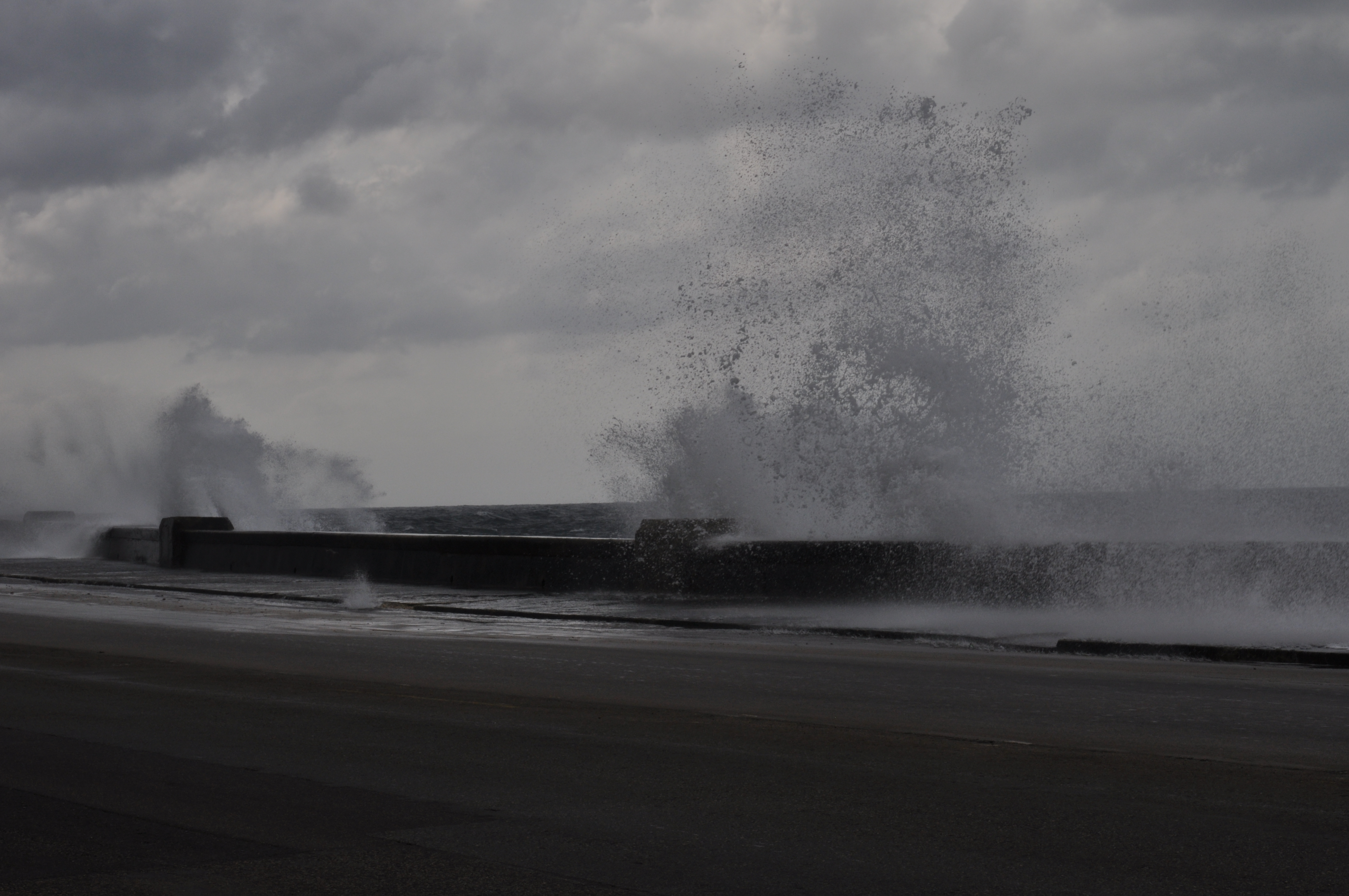
Starke Wellen malträtieren die Ufermauer

Der Bau des Malecóns begann im Jahr 1901, als sich Kuba kurz vor seiner Unabhängigkeit noch unter US-amerikanischer Verwaltung befand. Zunächst wurde das Gebiet an der Altstadt verwirklicht. Dort entstanden zahlreiche Hotels und Cafés. Bis zum Jahr 1921 wurde er bis zur Calle 23, besser bekannt unter La Rampa, erweitert. Diese befindet sich ungefähr in der Mitte der heutigen Ausdehnung. Insgesamt zog sich der Bau über 50 Jahre hin. Bis 1933 wurde die Promenade bis zur Avenida de los Presidentes erweitert, in den 1950er Jahren dann bis zum Río Almendares, der die Stadtteile Vedado und Miramar verbindet.
Die Ufermauer ist jederzeit den Naturgewalten, insbesondere Hurrikanen ausgesetzt und bedarf deshalb regelmäßiger Restauration. In den 2010er Jahren beauftragte man dafür eine deutsche Firma aus Thüringen von Michael Diegmann, die auch an der Restauration des Capitols beteiligt war.